# 크리스 드레이크
크리스 드레이크(Chris Drake, 1923년 12월 11일 ~ 2006년 7월 9일)는 미국의 배우이다.
버지니아주 리치먼드에서 태어났으며 윌리엄스버그에서 사망하였다.

## 출연 작품
- 애너폴리스 스토리 (1955년)
- 방사능 X (1954년) - 에드 블랙번 역
- 세가지 비밀 (1950년)
- 신부의 아버지 (1950년)
- 몬테즈마의 영웅들 (1950년)
- 디스 타임 포 킵스 (1947년)
- 딜라이펄 댄저러스 (1945년)
- 워크 인 더 선 (1945년) - 랜킨 역
- 스텝 라이브리 (1944년)

### 텔레비전
- 론 레인저 - 49년 시리즈 (1949년)